# Johannes Georg Seidel

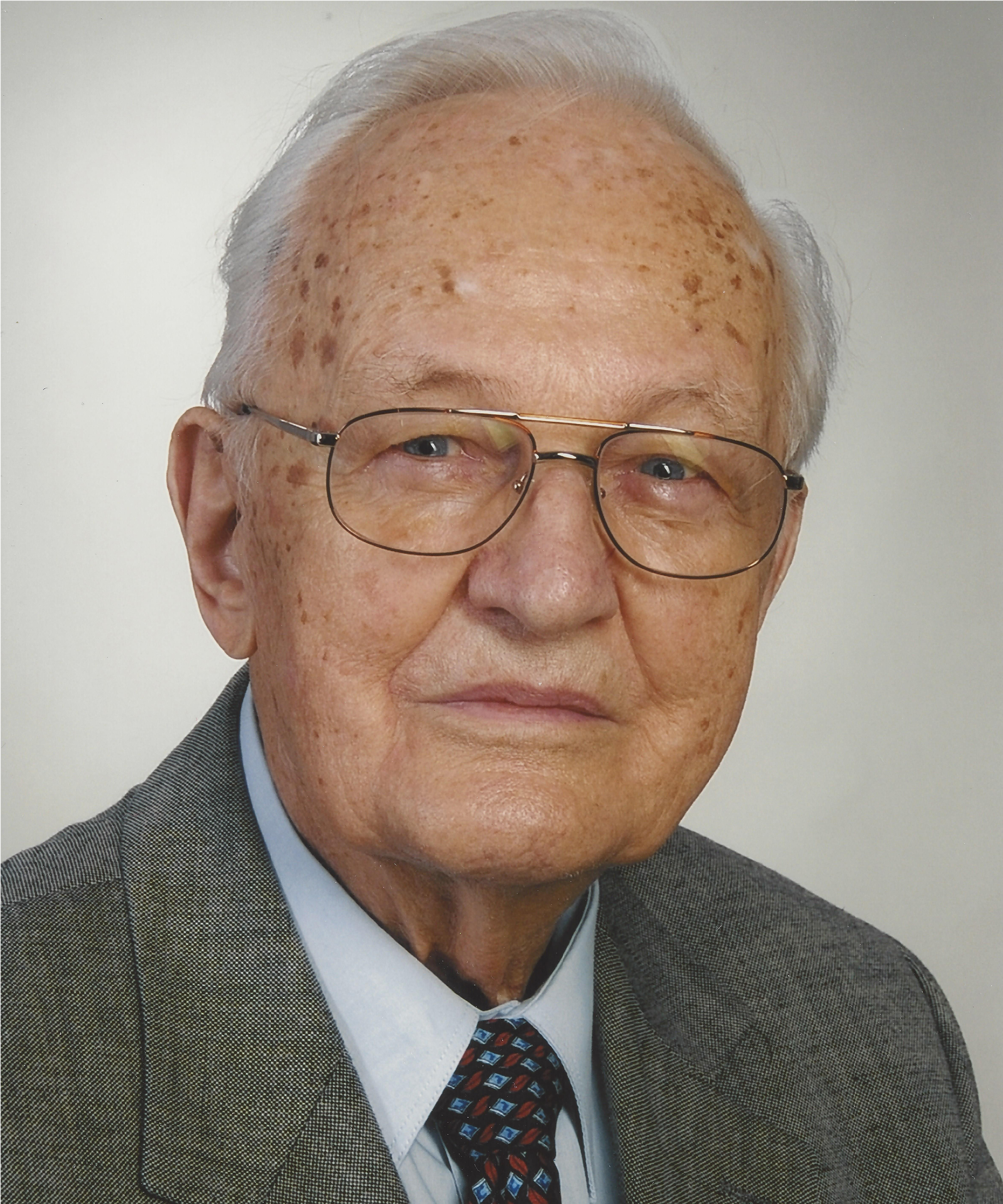
Johannes Georg Seidel 2013

Johannes Georg Seidel (* 16. Mai 1927 in Dresden; † 26. August 2017 in Weimar) war ein deutscher Talsperren-Bauingenieur. Er wurde vor allem bekannt durch die Mitwirkung und später Leitung des Baues großer Talsperren in der DDR (u. a. Gottleuba, Eibenstock).

## Leben
Seidel wurde als Sohn des Georg Johannes Seidel (1891–1945) und seiner Ehefrau Berta Keil (1896–1929) in Dresden geboren. Seine Kindheit war geprägt vom frühen Tod der Mutter. Nach dem Notabitur wurde er als 17-Jähriger in den Kriegsdienst eingezogen. Nachdem der Vater gefallen war, musste er die Familie (Mutter und zwei Geschwister) neben seiner Lehre als Zimmermann ernähren. Von 1947 bis 1950 besuchte er die Sächsische Staatsbauschule und absolvierte von 1955 bis 1962 ein Fernstudium an der Technischen Universität Dresden, welches er als Dipl.-Ing. Tiefbau beendete. Von 1970 bis 1972 hatte er eine außerplanmäßige Aspirantur an der Hochschule für Architektur und Bauwesen in Weimar. 1972 wurde er zum Dr. Ing. promoviert.
Er war im VEB Talsperrenbau ab 1954 Leiter des Konstruktionsbüros und seit 1964 Haupttechnologe. 1971 wurde er als Direktor für Technik im Spezialkombinat Wasserbau Weimar bestellt. Diese Funktion hatte er bis zu seiner Pensionierung 1987 inne.

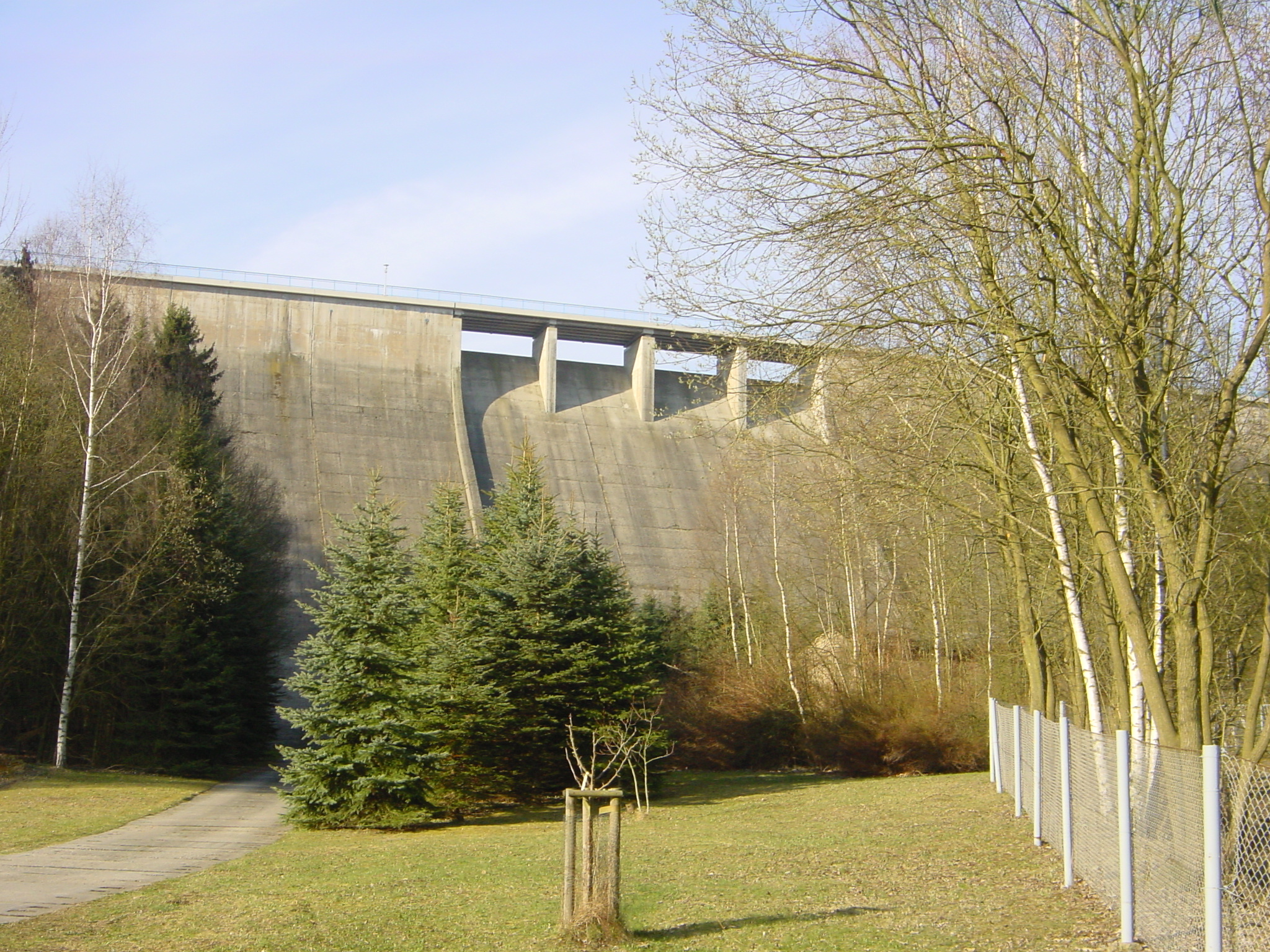
Teil der Talsperre Gottleuba

## Projektbeteiligungen
Seidel war am Bau aller großen Talsperren in der DDR beteiligt. Weiterhin entwickelte er den ersten halbautomatischen Betonmischturm der DDR. Sein Wissen gab er auch im Rahmen der Entwicklungshilfe an andere Nationen beim Bau von Talsperren weiter, so in Syrien, Ägypten und Mozambique.

## Schriften
- J. Seidel: 40 Jahre Talsperrenbau in der ehemaligen DDR. In: Wasser+Boden. Oktober 1991, S. 612–617 (online [PDF]).
- Talsperren in Thüringen. Thüringer Talsperrenverwaltung (Hrsg.), Verlag Fortschritt Erfurt, Jena 1994 DNB 943865700.
- Talsperren in Sachsen-Anhalt. Talsperrenmeisterei des Landes Sachsen-Anhalt (Hrsg.), Weimardruck GmbH Harz, Blankenburg 1994 DNB 942016467

## Auszeichnungen
- 1992: „Ferdinand Schweicher-Preis“.[3]